# ربعیتا
ربعیتا (به عربی: ربعیتا) یک روستا در سوریه است که در ناحیه قورقینا واقع شده‌است. ربعیتا ۳۸۳ نفر جمعیت دارد.